# بانيا كوفيلياتشا
بانجا كوفيلجاكا (Бања Ковиљача) هي مدينة في ماتشفا في مقاطعة وسط صربيا في صربيا.
يبلغ عدد سكانها حوالي 6786 نسمة.